# Higashiagatsuma
Higashiagatsuma (東吾妻町 Higashiagatsuma-machi?) es un pueblo en la prefectura de Gunma, Japón, localizado en la parte central de la isla de Honshū, en la región de Kantō. El 1 de marzo de 2021 tenía una población estimada de 12 356 habitantes y una densidad de población de 49 personas por km².

## Geografía
Higashiagatsuma se encuentra en la parte noroeste de la prefectura de Gunma. Limita con las ciudades de Takasaki y Shibukawa y los pueblos de Nakanojō y Naganohara.

## Historia
Durante el periodo Edo, el área alrededor de Higashiagatsuma era parte del territorio hatamoto administrado dentro de la provincia de Kōzuke.
El pueblo de Hara y las villas de Ota, Iwasaki, Sananoue y Azuma se crearon dentro del distrito Agatsuma el 1 de abril de 1889. Los primeros tres fusionaron con Hara en 1965, que pasó a llamarse Agatsuma en febrero de 1956. Higashiagatsuma fue creado el 27 de marzo de 2006 por la fusión de Agatsuma y la villa de Azuma, ambas del distrito de Agatsuma.

## Economía
La economía de Higashiagatsuma depende en gran medida de la agricultura y el turismo estacional. Los cultivos locales incluyen la producción de ajo y myōga. El turismo de las estaciones de esquí y las aguas termales (onsen) también contribuyen a la economía local. El monte Ajara fue sede en los Juegos Asiáticos de Invierno de 2003.

## Demografía
Según los datos del censo japonés, la población de Higashiagatsuma ha disminuido en los últimos 70 años.
| Gráfica de evolución demográfica de Higashiagatsuma entre 1940 y 2015 |
|                                                                       |
| Oficina de Estadística de Japón                                       |